# Beverly (Massachusetts)
Beverly è una città degli Stati Uniti d'America facente parte della contea di Essex nello stato del Massachusetts.
Beverly è un porto della regione costiera a nord di Boston, nota anche come North Shore, e si contende con la vicina Marblehead il riconoscimento di luogo di nascita della United States Navy.
Nel suo territorio si trovano le località di Beverly Farms e Prides Crossing.